# مزیمتا
مزیمتا (به انگلیسی: Mzymta River) رودخانه‌ای به‌طول ۸۹ کیلومتر (۵۵ مایل) است که در روسیه جریان دارد.